# 彦坂尚嘉
彦坂 尚嘉（ひこさか なおよし、1946年（昭和21年）6月26日 - ）は、日本の現代アーティスト。詩人、ノイズ音楽家。
元立教大学大学院特任教授。独自に開発した言語判定法を駆使して、芸術分析を展開する芸術分析家。芸術分析の領域は、美術、音楽、文学、味覚、人相に及ぶ多義性がある。日本ラカン協会会員。有限会社気体分子ギャラリー代表取締役社長。ネットアートショップ｢きたいぶんしギャラリー3000｣運営。

## 人物
彦坂尚嘉は、1946年（昭和21年）6月26日、私生児として生まれた。戸籍上の母は、彦坂静。しかし静は実の祖母で、実母は戸籍上の姉であった和子であった。幼い頃、腸結核に罹患して、小学校1年・2年は学校には半分ほどしか出席していない。中学2年には肋膜炎と、腸結核、そして慢性盲腸を併発して生死をさまよって1年間入院。そのために世田谷区立富士中学校を1年休学して、一年遅れの学校生活を送る。高校3年で肋膜炎が再発し、高校卒業後に、関東中央病院に1年間入院して、肋骨を半分切る手術をする。1年間の浪人中は病院生活であったが、翌年多摩美術大学油彩科に入学。
小学校一年から、光風会・日展系の画家：清原啓一（1927〜2008年、日本芸術院会員・日展常務理事）が家庭教師になり、以後1966年の多摩美大学入学の直前まで、油絵の指導を受ける。中学生から東京国立博物館に通う様になり、国宝・重要文化財の作品を眼で、暗記する。中学2年生の一年間の入院生活で、講談社の『世界美術体系』（全28巻）と『日本近代絵画全集』（全24巻）を購入する。
多摩美術大学に入学し、斎藤義重の存在を知って、神奈川県立近代美術館まで見に行く。1969年多摩美術大学が社会党系の社青同解放派の学生によってバリケードが築かれ、支援を要請されて参加する。学内で開かれた造型作家同盟展で、床を使ったフロアイベントと、木の支持体を使ったウッドペインティングを制作して、アーティストとして出発した。同年、宮本隆司、石内都、刀根康尚、山中信夫、堀浩哉らと美術家共闘会議（美共闘　BIKYOTO）の結成に参加する。
1969年には、青山デザインスクールの講師で現代音楽家の刀根康尚と知り合い、現象学研究会を結成して、エトムント・フッサールの著作の読書会を始める。この刀根康尚とともに1971年には、『美術手帖』の編集長であった福住治夫（高島平吾）の協力で、1960年代美術の総括を企画して、8ヶ月間の調査批評活動を展開して、『年表／現代美術の50年』400頁を編纂する。
1972年に第一次美共闘レボリューション委員会を組織して、美術館・画廊を使わない美術展を組織する。さらに1974年に、第2次美共闘レボリューション委員会をつくり、一年間の作品の制作発表の中止という現象学的還元（エポケー）を実践する活動を組織した。

### 略歴
- 1946年 東京都世田谷区生まれ[2]。
- 1962年 東京都立駒場高等学校入学[2]。
- 1969年 宮本隆司、石内都、刀根康尚、堀浩哉らと美術家共闘会議（美共闘　BIKYOTO）結成に参加。
- 1970年 多摩美術大学絵画科を中退。
- 1975年 第9回パリ青年ビエンナーレ（フランス）
- 1982〜1983年 文化庁在外研修員としてフィラデルフィア大学院グラデュエイトスクール・オブ・ファインアーツに特別生として留学。
- 1982年 第40回ヴェネツィア・ビエンナーレ（イタリア）
- 1987年 第19回サンパウロ国際ビエンナーレ（ブラジル）
- 1988年 オリンピアード・オブ・アート（韓国現代美術館、ソウル）
- 1989年 ユーロパリア・ジャパン（ゲント美術館、ベルギー）
- 1999年 グローバル・コンセプチュアリズム展（クイーンズ美術館、ニューヨーク）
- 2000〜2009年 第1回〜4回越後妻有トリエンナーレ
- 2001年 センチュリー・シティ展（テート・モダン、ロンドン）
- 2005年 リュブリアナ国際版画ビエンナーレ（リュブリアナ美術館、スベロニア）
- 2007年 リスボン建築トリエンナーレ（ポルトガル）
- 2008年 こんぴらアート2008（四国、琴平）
- 2009年 立教大学大学院特任教授に就任[2]。
- 2013年 あいちトリエンナーレ2013（名古屋市）[3]

## パブリックコレクション
豊田市美術館、千葉市美術館、国立国際美術館、東京都現代美術館、富山県立近代美術館、世田谷美術館、北海道立旭川美術館、広島市現代美術館、高松市美術館、高知県立美術館、何必館・京都現代美術館、岐阜県美術館、神奈川県立近代美術館、町田市立国際版画美術館、和歌山県立近代美術館、いわき市立美術館、ソフトマシーン美術館、オーストラリア国立クイーンズランド・アートギャラリー、ゲッティ・リサーチ・インスティテュート、ヒューストン美術館ライブラリー、日立市新都市広場、アクトシティ浜松・コンサートホール、ラフレさいたま（旧郵政省簡易保険会館）、立川ホテル、ホテル西洋、シュルンベルジ相模原工場、伏見樹脂工場、専修大学、M+（香港）

## 受賞歴
- 1998年 美共闘結成30周年記念の写真展「AIR」をオーガナイズ（宮本隆司、堀浩哉、石内都、彦坂尚嘉による）、これにより「写真の会賞」受賞。
- 2005年 兵庫国際絵画コンペティションで優秀賞兵庫国際絵画コンペ優秀賞

## 主な著書

### 単著
- 『反覆／新興芸術の位相』（田畑書店、1974）
- 版画詩集『死に対抗する力』（ギャラリーKURANUKI、1991年）
- 『INTERSECTION 現代美術のノワール／彦坂尚嘉、1972年の3つのイベント』（ギャラリー16、2007年）
- 『彦坂尚嘉のエクリチュール』（三和書籍、2008年）
- 『反覆／新興芸術の位相』新装復刻増補版（アルファベータブックス、2016）

### 版画集
- 『大洪水の物語と記録』（岡部版画工房、1989年）
- 『ハーフモダニズム』（ギャラリー手、1989年）
- 『その日の夏』（エディションワークス、1990年）
- 『反復と変容』（岡部版画工房、1992年）
- 『メランコリア』（岡部版画工房、1994年）

### 共著
- 『リノベーションの現場』（彰国社、2005年）
- 『メディアと精神科医』（批評社、2005年）
- 『3・11万葉集 復活の塔』（彩流社、2012年）

### 作品カタログ
- 『ソフトマシーンコレクション彦坂尚嘉作品集』（ ソフトマシーン美術館　2007年）
- 『彦坂尚嘉1990　ASIA』（ギャラリー手、東京画廊）
- 『彦坂尚嘉版画集』（ヒルサイド・ギャラリー）